# Infusoire
« Infusoire » redirige ici. Pour la signification lamarckienne du terme, voir Jean-Baptiste de Lamarck et Génération spontanée.
Cet article court présente un sujet plus développé dans : Ciliophora et Euglenophyta.

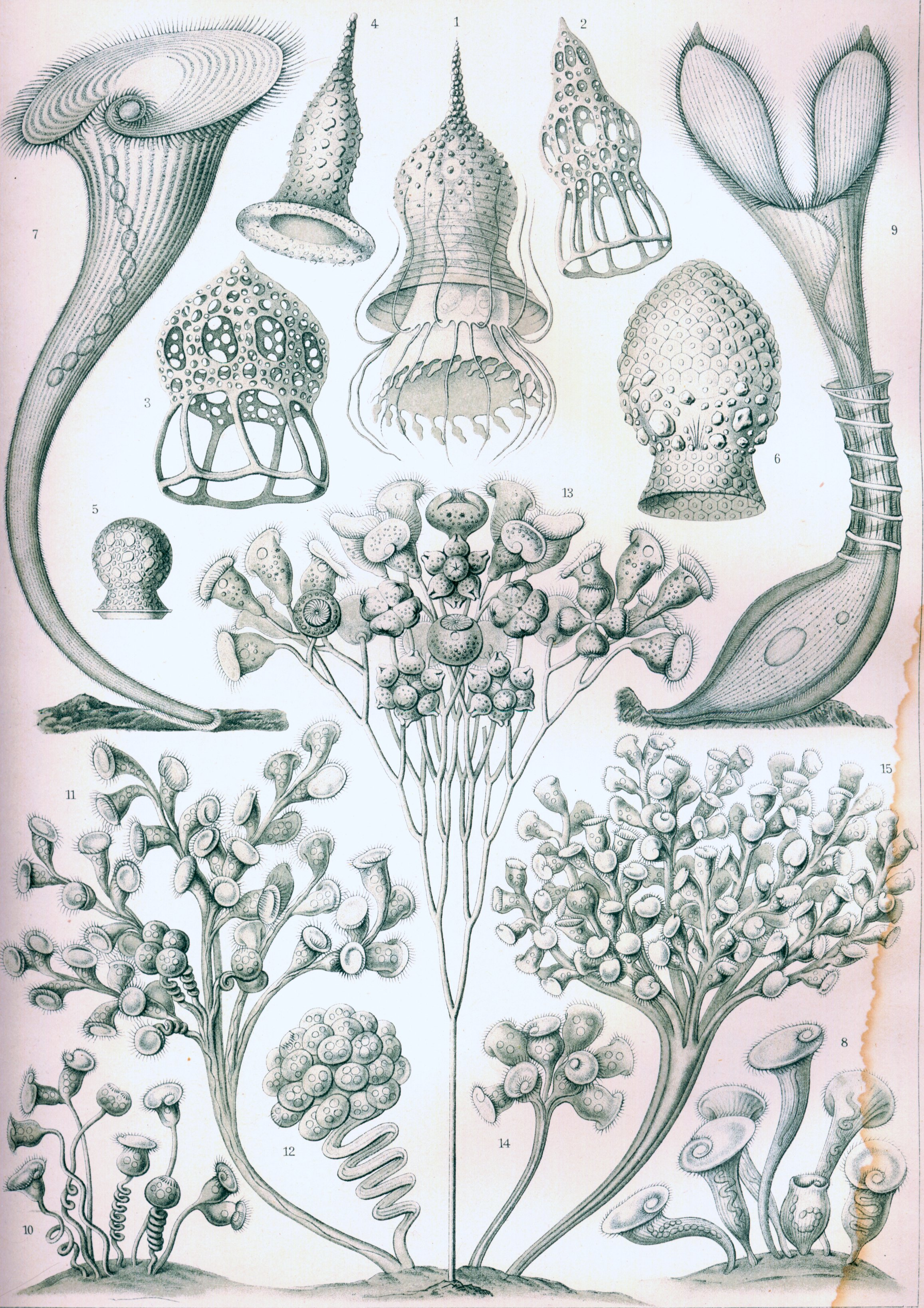
Des Ciliés dessinés par Ernst Haeckel (1904).

Les infusoires sont des organismes microscopiques vivant en suspension dans l'eau ou en biofilm de surface (généralement irisés) flottant sur l'eau douce ou saumâtre. Les infusoires désignent historiquement un groupe hétérogène d'organismes unicellulaires observés au microscope, principalement dans des eaux stagnantes ou des infusions de matière organique (infusion de foin, typiquement). 
Il peut s'agir d'organismes unicellulaires (Ciliés et Euglénoïdes, principalement) ou de minuscules invertébrés. Certains auteurs comme Otto Bütschli font du terme infusoire un synonyme de Ciliophora (les Ciliés).
Le présent article passe en revue leur définition, leur histoire, leur classification, leur morphologie, leur rôle écologique et leurs applications en recherche et biotechnologie.

## Sémantique, définition
Ce terme est ancien ; il a pour origine le fait que ces animaux peuvent former des colonies visibles quand on les nourrit d'infusions végétales. C'est une catégorie d'organismes qui a été modulée par l'évolution de la taxonomie moderne. Il englobe aujourd'hui essentiellement divers protistes aux morphologies et modes de vie variés. 
Définition : historiquement, le terme « infusoires » provient des premières observations faites sur des préparations d'eaux infusées de matières organiques. 
Ces organismes ont d'abord été regroupés en une seule catégorie liée à leur mode de vie aquatique et leur taille microscopique. 

Dans la classification moderne, les infusoires ne constituent plus une entité taxonomique homogène, car ils incluent des ciliés, des flagellés, des amibes et d'autres protistes qui se distinguent par des critères morphologiques et génétiques. 
Ainsi, en tant que catégorie générique, le mot « infusoires » est devenu peu à peu obsolète, car recouvrant plusieurs lignées évolutives indépendantes.

## Histoire
Les premières observations des infusoires remontent au XVIIᵉ siècle, quand des pionniers tels qu'Antoni van Leeuwenhoek utilisent des microscopes rudimentaires pour examiner des gouttes d'eau, y découvrant un monde jusque-là inconnu. Van Leeuwenhoek, notamment, décrit leur abondance et leurs mouvements caractéristiques, jetant les bases de la microbiologie moderne. En 1765 Horace-Bénédict de Saussure observe et décrit la division des infusoires. D'autres savants de l'époque, tels que Robert Hooke (avec ses observations dans Micrographia), contribuent à les classer, même si la compréhension de leur diversité évoluera au cours des siècles et avec l'amélioration progressive des techniques de microscopie (optique, à contraste de phase, électronique) ; la mise au point de colorations qui a permis une meilleure résolution des structures internes de ces organismes. Ces progrès ont favorisé des réévaluations successives de leur classification, passant d'un regroupement fondé sur quelques critère morphologique et d'habitat à une approche intégrant des données biochimiques, moléculaires et écologiques.

### Classification et taxonomie

#### Place dans le règne des protistes
Autrefois considérés comme un groupe unique, les infusoires font désormais partie d'un ensemble plus vaste ; celui des protistes. 
Leur classification actuelle s'appuie sur des analyses phylogénétiques et moléculaires, qui démontrent que les organismes historiquement qualifiés d'infusoires ne forment pas un groupe monophylétique. Ils représentent plusieurs branches évolutives disparates, dont principalement : 
- Ciliés : Caractérisés par la présence de cils servant à la locomotion et à l'alimentation, ces organismes présentent une organisation cellulaire sophistiquée (ex. : Paramecium).
- Flagellés : Dotés d'un ou plusieurs flagelles, ces protistes se déplacent par battements synchronisés. Leur classification repose en partie sur la configuration et le nombre de flagelles.
- Amibés : Ces cellules, qui se déplacent grâce à des pseudopodes, illustrent une grande plasticité morphologique et s'adaptent à divers environnements.

Des débats taxonomiques persistent quant à l'attribution précise de certains genres, reflétant la complexité de l'évolution des protistes. Certains autres protistes, dont l'appartenance reste sujette à révision, ont pu être historiquement regroupés parmi les infusoires en raison de leurs modes de vie ou de leur morphologie.

#### Critères morphologiques
C'étaient des critères de forme et de taille, la présence de cils et flagelles, le type de locomotion. Puis, des critères génétiques ont été des séquences d'ADN ribosomique, et des marqueurs moléculaires, s'y sont ajoutés pour affiner cette classification .

## Division
Si un infusoire dans un liquide (bouillon de foin), trouve une alimentation convenable, il grandit et quand il atteint une certaine taille, se divise en deux infusoires.

## Écologie
Les infusoires jouent un rôle important dans le cycle des nutriments au sein des écosystèmes aquatiques. 
En tant que consommateurs primaires, ils se nourrissent de micro-organismes (bactéries) et participent à la décomposition de la matière organique ; ils sont aussi un maillon crucial du réseau trophique (chaînes alimentaires aquatiques), servant de source de nourriture pour une multitude d'organismes plus gros, dont de nombreux micro-crustacés et les larves de poissons et de certains amphibiens. Leur activité contribue ainsi à la (re)minéralisation des nutriments, indispensable au maintien de la productivité primaire des écosystèmes .
En raison de leur sensibilité aux changements environnementaux, certains infusoires sont utilisés comme bio-indicateurs de la qualité de l'eau. 

## Applications en recherche et en biotechnologies
Les infusoires, par leur diversité et pour leur rapidité de reproduction, sont des modèles d'étude privilégiés en biologie cellulaire et moléculaire ou pour l'enseignement et vulgarisation scientifique, dès l'école primaire potentiellement, car grâce à leur visibilité en biofilm puis au microscope et en raison de leur facilité de culture en laboratoire, les infusoires sont fréquemment utilisés dans l'enseignement des sciences naturelles, dont la biologie.
Ainsi, des espèces telles que Paramecium ont été très utilisées pour étudier les mécanismes de locomotion dans l'eau, de phagocytose ou encore de régulation du cycle cellulaire.
En écotoxicologie : leur sensibilité à de nombreux polluants les rend pertinents pour l'évaluation de la toxicité et écotoxicité de certaines substances chimiques ou de rayonnements dans l'environnement.
Certains infusoires sont exploités dans des systèmes de bioremédiation pour traiter des eaux contaminées ou pour étudier des processus biochimiques en conditions contrôlées.